# Хильгерт
Хильгерт (нем. Hilgert) — община в Германии, в земле Рейнланд-Пфальц. 
Входит в состав района Вестервальд. Подчиняется управлению Хёр-Гренцхаузен.  Население составляет 1518 человек (на 31 декабря 2010 года). Занимает площадь 4,57 км².